# 末岡利雄
末岡利雄（すえおかとしお）は、日本の建築家で神戸市住宅局長などを歴任。
1963年大阪大学工学部建築工学科卒業後、神戸市採用。
神戸市立中央市民病院で 1981年度日本建築学会賞受賞。